# Образование в Сербии
Образование в Сербии разделяется на дошкольное, начальное общее, среднее и высшее (университет). Оно находится под контролем Министерства образования и науки.

## Текущая система образования
Сербия является участницей Болонского процесса. При этом система образования была модернизирована для соответствия европейским стандартам. При этом произошла реорганизация образовательной системы. Учреждения дошкольного и начального общего образования остались нетронуты. Университеты стали предлагать степени бакалавра, магистра и доктора. Предыдущие дипломы были приравнены степени бакалавра и магистра, а также учащиеся первых двух лет аспирантуры[прояснить].

### Многосторонние соглашения
- Международная конвенция о признании учебных курсов, дипломов о высшем образовании и ученых степеней в арабских и европейских государствах бассейна Средиземного моря (Юнеско, подписана 17 декабря 1976 года)
- Конвенция о признании учебных курсов, дипломов о высшем образовании и ученых степеней в государствах региона Европы (Юнеско, подписана 21 декабря 1979 года)

## Возникновение системы образования
В автономной Сербии в составе Османской империи образовательных учреждений поначалу было мало - в 1835 году насчитывалось 69 (из них 25 государственные) школ, где обучались 2283 человека. В 1833 году была открыта первая гимназия, а в 1838 году первый лицей.

## Система образования до участия в Болонском процессе

### Начальное образование
Обучение начиналось с дошкольного образования, либо с начальной школы. Дети в возрасте 6 или 7 лет шли в начальную школу (серб. osnovna škola). Продолжительность обучения составляла 8 лет и разделялась на 2 этапа:
- Младшие классы (с 1 по 4)
- Старшие классы (с 5 по 8)

В младших классах ученики распределялись в классы в случайном порядке. Занятия по всем предметам, за исключением английского проводил один учитель. Основные предметы, изучаемые в младших классах:
1. Математика,
2. Сербский язык,
3. Изобразительное искусство (уроки рисования),
4. Музыкальные классы,
5. Физическая культура,
6. Мир вокруг нас (изучение природы),
7. Факультативы.

С недавних пор обучение английскому языку начиналось с 1-го класса. На этих уроках дети обычно изучали песни и некоторые базовые слова. Обучение детей в 1-м классе начиналось в возрасте 6 или 7 лет, а 4-й класс младшей школы они заканчивали в 10 или 11 лет.
В старших классах дети изучали новые предметы:
1. С 5-го класса — Биология, География, История, Иностранный язык (Французский, Немецкий, Русский, Испанский или Итальянский) и технические науки.
2. С 6-го класса — Физика
3. С 7-го класса — Химия и Компьютерная грамотность

Система оценки знаний была числовая и использовалась в младших и старших классах начальной школы. Оценки от 1 (самый низкий бал) до 5 (самый высокий)::
- 5 — отлично соответствует американским A и A+
- 4 — очень хорошо соответствует американским B+ и A-
- 3 — хорошо соответствует американским C и B
- 2 — достаточно соответствует американским D и C
- 1 — недостаточно соответствует американской F

По окончании 8-го класса начальной школы ученик осуществлял выбор — необходимо ли ему продолжить дальнейшее обучение или остановиться на обязательной начальной школе.

### Среднее образование
Средние школы соответствовали американским средним школам и разделялись на 4 типа. Учащийся в зависимости от своего предпочтения, оценок в начальной школе и результатов вступительных экзаменов мог посещать одну из школ:
- Две специальные школы для одарённых учащихся: Математическая гимназия, принимающая учеников с 11—12 лет (поэтому гимназия является заведением начального и среднего образования) и Филологическая гимназия[серб.].
- Гимназия (серб. gimnazija) — продолжительность обучения составляет 4 года и предлагает общее и разностороннее образование. Учащийся обычно выбирает направление обучения: языки, социальные (серб. društveni smer), точные и естественные науки(серб. prirodni smer).
- Школа (серб. stručna škola) — продолжительность обучения составляет 4 года и предлагает обучение в нескольких областях, при этом учащиеся всё ещё получают разностороннее образование.
- ПТУ (серб. zanatska škola) — продолжительность обучения составляет 3 года, без возможности продолжения обучения и предлагает узкоспециализированные образование.

Вступительные экзамены в основном состоят из экзаменов по математике, сербскому языку и литературе, однако они зависят от типа учебного заведения и желания учащегося сдать экзамен по английскому языку.
Средние школы в Сербии имеют специализированные курсы и подразделения. Примеры: медицинская школа (курсы: общая медицина, фармацевтика и т. п.) ветеринарная школа, техническая школа, дорожная школа, школа экономики.
Большинство школ, в отличие от гимназий, имеют специальные названия и могут состоять из нескольких (порой разнонаправленных) школ. Пример: Биолого-Техническая школа, Торгово-Экономическая школа, Дорожно-Техническая школа.
Среднее образование в Сербии подразделяется на два типа: четырёхлетнее и трёхлетнее. Учащийся имеет право изменить курс или школу в любое время, если текущие и предыдущие курсы (в начальной школе) позволяют сделать это (или сдав тесты по отличающимся курсам).
Четырёхлетнее образование — профессиональное для людей с большими жизненными амбициями, когда при трёхлетнем обучении в большинстве случаев учащиеся не продолжают обучение в колледже или университете.
Примеры: курсы в четырёхлетней школе: вычислительная техника, профессиональная электрика, медицина, профессиональная экономика, банковское дело.
Курсы при трёхлетнем обучении: автослесарь, водопроводчик, слесарь, слесарь-наладчик, продавец.
Гимназия является исключением в системе образования Сербии, при получении диплома о её окончании ученик должен продолжить обучение в колледже, университете, высшей школе или диплом перестаёт иметь смысл. Выпускник гимназии со своим дипломом может поступить в любой колледж (по результатам учёбы и вступительных экзаменов), а выпускник медицинской школы, например, не может пойти в технический университет, потому что он не прошёл необходимую учебную программу.
Все другие школы предоставляют возможность сразу, по окончании обучения, начать карьеру, например: выпускник медицинской школы становится медицинским братом (ветеринарной школы — ветеринарным медицинским братом), школы экономики — банковским служащим.
Также дети в Сербии в начальной школе посещают факультативы: религия (серб. Veronauka) и обществознание (серб. Građansko). Религиозное обучение — это занятия по изучению религии (православное христианство), а обществознание — занятия, обучающие тому как вести себя в обществе.
В Сербии не было религиозных конфликтов между атеистами и верующими со времён коммунизма, когда религия (в Югославии были следующие верования: православие, католицизм, ислам) была отделена от государства. Этим решалась одна из проблем западного мира, решение которой была найдено очень давно, хотя Евросоюз и США до сих пор находятся в его поисках. Если ребёнок или его родители атеисты и не хотят приобщать его к сербскому православию, то он может посещать факультативы по обществознанию. Оба факультатива проводятся в одно и то же время (учащиеся разделены на две группы) в разных местах и разными учителями.

### Высшее образование
Высшие учебные заведения принимают студентов на основе результатов учёбы в средней школе и вступительных экзаменов:
- Высшая школа (серб. viša škola) — продолжительность обучения составляет 3 года, соответствует немецкой Fachhochschulen (Университеты прикладных наук),
- На факультетах (серб. fakultet) различных университетов (серб. univerzitet) и художественных академиях (серб. akademija umetnosti) (смотрите список университетов в Сербии) продолжительность обучения составляет от 4 до 6 лет (докторантура 5-7 лет) (один учебный год состоит из 2-х семестров — осеннего и весеннего) и заканчивается вручением диплома (дипломы вручаются на всех уровнях обучения, но в школах они называются свидетельство (серб. svedocanstvo).

### Послевузовское образование
Послевузовское образование (серб. post-diplomsko obrazovanje) проходит после получения Высшего образования и предлагает специализированное обучение для получения степени Магистра и Доктора философии

## Учёные степени и квалификации
- серб. Diploma o završenoj srednjoj školi (свидетельство об окончании школы)
- серб. Diploma Višeg Obrazovanja (диплом об окончании колледжа или завершении бакалавриата).
- серб. Diploma visokog obrazovanja (диплом об окончании университета)
- серб. Magistar nauka или серб. Magistar umetnosti (степень магистра)
- серб. Doktor nauka (доктор наук)